# جوناثان دونكان
جوناثان دونكان (بالإنجليزية: Jonathan Duncan)‏ هو سباح ورائد أعمال نيوزلندي، ولد في 16 مايو 1982 في لاي في بابوا غينيا الجديدة.

## وصلات خارجية
- جوناثان دونكان على موقع الاتحاد الدولي للسباحة (الإنجليزية)
- جوناثان دونكان على موقع اللجنة الأولمبية الدولية (الإنجليزية)
- جوناثان دونكان على موقع أوليمبيديا (الإنجليزية)